# Süd-Thüringen-Bahn

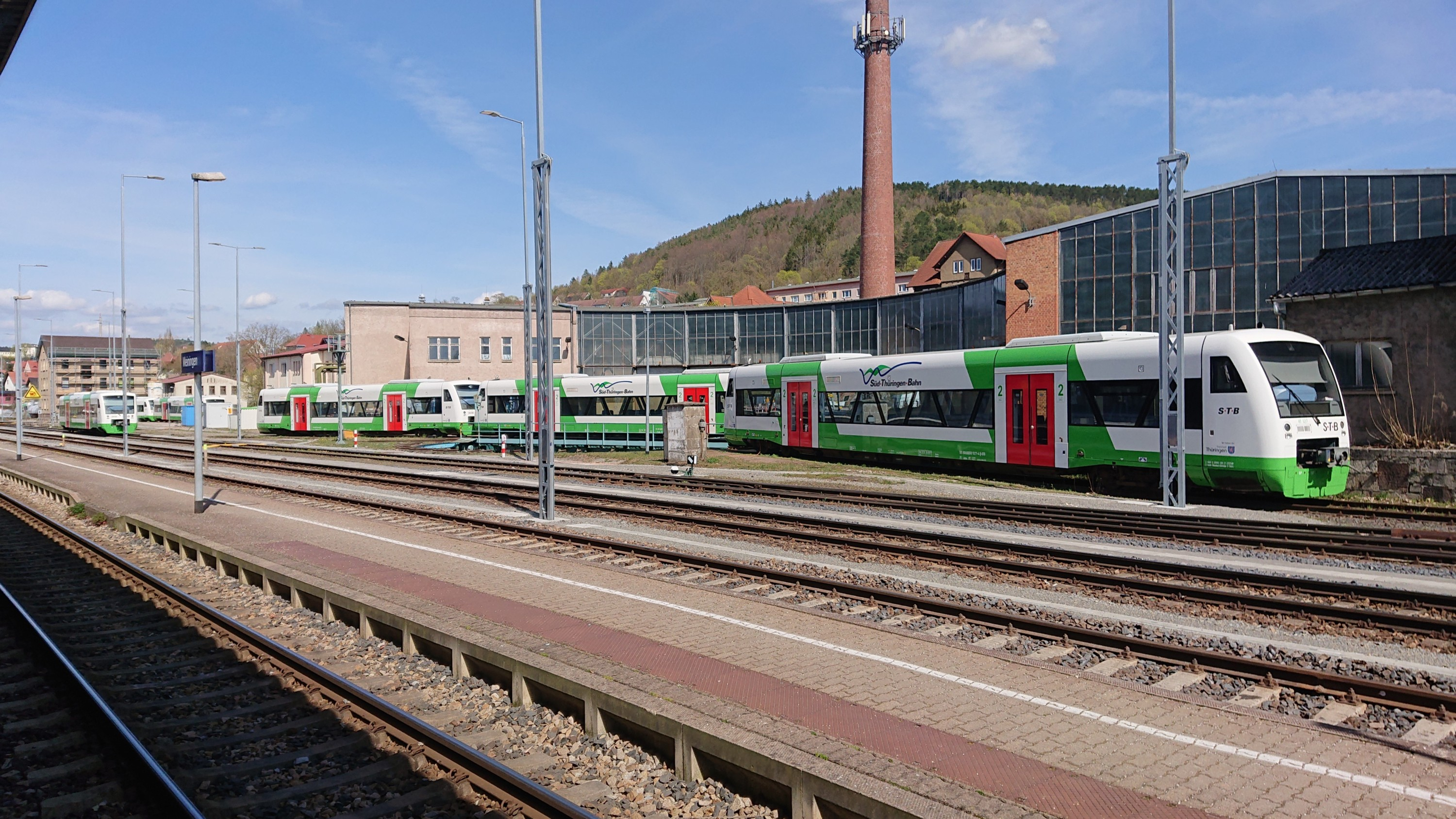
Shuttles der STB vor dem Bahnbetriebswerk der DB im Bahnhof Meiningen

Die Süd-Thüringen-Bahn GmbH (STB) ist eine öffentliche, nichtbundeseigene Eisenbahn-Betriebsgesellschaft, die am 10. Dezember 1999 gegründet wurde. Gesellschafter sind zu jeweils 50 Prozent die Erfurter Bahn GmbH (EB) und die Hessische Landesbahn GmbH (HLB). Der Sitz des Unternehmens befindet sich bei der Erfurter Bahn in Erfurt. Der Betriebsstandort und die operative Leitung ist in Meiningen ansässig.
Die Süd-Thüringen-Bahn ist vorrangig im Schienen-Personen-Nahverkehr (SPNV) tätig. Sie erbringt die Verkehrsleistungen auf einem etwa 370 Kilometer großen Streckennetz mit sieben Bahnlinien auf sieben Bahnstrecken im Süden des Freistaates Thüringen sowie zwischen Meiningen und Erfurt. Das blaue Band im Logo symbolisiert den Verlauf der Werra und damit das Haupteinsatzgebiet.

## Unternehmen
Der Betriebsstandort der STB ist der Bahnhof Meiningen. Die Verwaltung residiert im neu gebauten Betriebshof in der Berliner Straße. Im selben Gebäude befindet sich auch die Werkstatt, in welcher die Wartung und Reparatur der Triebwagen durchgeführt werden. Des Weiteren dient der neue Betriebshof wie auch der Bayerische und der Preußische Teil des Bahnhofs als Abstellort der Shuttles. Die Geschäftsführung befindet sich am Unternehmenssitz, dem Betriebshof der Erfurter Bahn in Erfurt. Die beiden Verkehrsunternehmen arbeiten eng zusammen.
Die Süd-Thüringen-Bahn beschäftigt 214 Mitarbeiter und unterhält eigene Kunden- und Service-Center auf den Bahnhöfen in Meiningen und Ilmenau.

### Geschichte

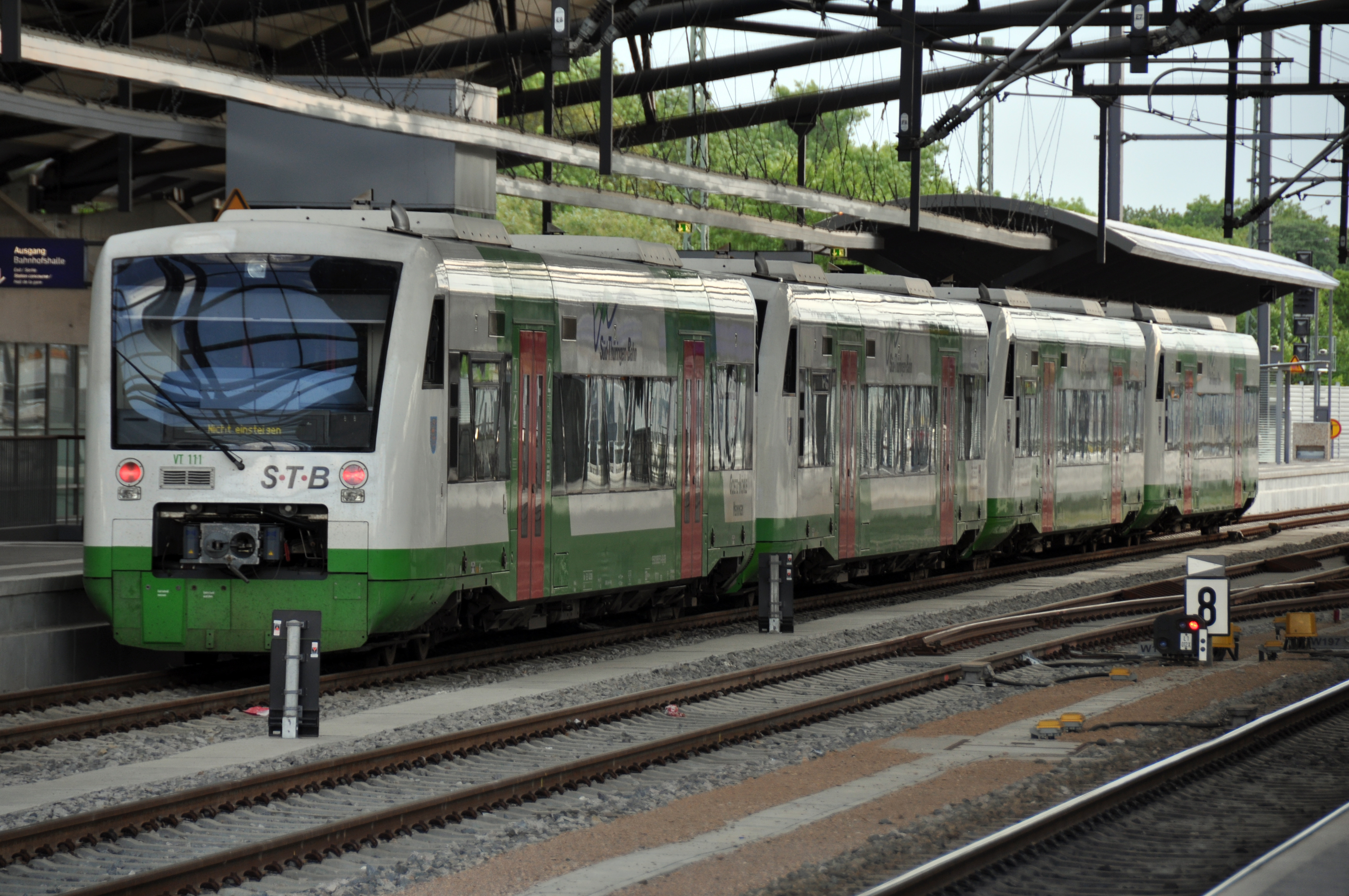
STB nach Ilmenau und Meiningen gekuppelt in Erfurt Hbf

Die Süd-Thüringen-Bahn GmbH (STB) wurde im Dezember 1999 gegründet und im Februar 2000 erfolgte der Abschluss des Verkehrsvertrages mit dem Freistaat Thüringen.
Im Auftrag der Deutschen Bahn AG (DB) übernahm die STB ab dem 1. Januar 2001 zunächst mit den Fahrzeugen der DB auf den drei Bahnlinien Eisenach–Meiningen–Eisfeld, Wernshausen–Zella-Mehlis und Meiningen–Erfurt den Personennahverkehr, lediglich am 1. Mai 2001 kamen – im Rahmen einer Pro-Bahn-Veranstaltung – Regio-Shuttles zum Einsatz. Ab dem 10. Juni 2001 betrieb die STB das Dieselnetz Südthüringen getaufte Liniennetz schließlich selbst mit ihren eigenen Triebfahrzeugen. Vorgesehen – aber nicht verwirklicht – war ursprünglich, dass die STB den Personenverkehr zum Fahrplanwechsel 2001 auf der Bahnstrecke Bad Salzungen–Vacha übernimmt, da aufgrund von Unstimmigkeiten zwischen dem Freistaat Thüringen und dem Wartburgkreis (Bus-Parallelverkehr) dort der Schienenpersonennahverkehr (SPNV) zum 9. Juni 2001 beendet wurde.
Im Oktober 2002 wurde auf der Strecke Eisfeld–Sonneberg und im Dezember 2002 auf der Strecke Sonneberg–Neuhaus am Rennweg der Personennahverkehr aufgenommen. Die von der Erfurter Bahn bis 2017 betriebene Linie EB 46 (ab 10. Dezember 2017 STB 46) von Erfurt nach Ilmenau wurde wegen fehlender Fahrzeuge zum großen Teil von der Süd-Thüringen-Bahn im Auftrag der Erfurter Bahn betrieben. Dabei wurden die Züge der Linien STB 44 und EB 46 von Erfurt bis Plaue (Thüringen) im Zugverband gefahren, dort wurde der Zug geteilt; eine Einheit fuhr weiter nach Ilmenau, die andere nach Meiningen. Da die Regio-Shuttles mit modernen Mittelpufferkupplungen ausgestattet sind, war dieses sogenannte Flügeln auf Knopfdruck möglich. Für die Streckenabschnitte Eisfeld–Sonneberg und Sonneberg–Lauscha–Neuhaus am Rennweg ist als Infrastrukturunternehmen nicht die DB Netz AG, sondern die private Thüringer Eisenbahn GmbH (ThE) zuständig, die diese Strecken im August 2001 für 17 Jahre gepachtet und seitdem umfassend saniert hat.
Am 11. Juni 2011 feierte die Süd-Thüringen-Bahn mit einem großen Bahnhofsfest das 10-jährige Jubiläum ihrer ersten Betriebsaufnahme. Im Dezember 2017 wuchs das Liniennetz mit den Strecken Fröttstädt–Friedrichroda und Erfurt–Ilmenau–Bahnhof Rennsteig weiter an. Des Weiteren wurden 2017 in den Bahnhöfen Meiningen und Ilmenau eigene neue Kundencenter eröffnet.
2018 beschloss die Süd-Thüringen-Bahn wegen gesteigerter Kapazitätsanforderungen den Bau eines neuen Betriebshofes auf dem Bahnhof Meiningen mit Werkstatt- und Bürogebäude, neuer Gleisanlagen, Tankstelle und Abstellplätze. Hierzu wurde von der Deutschen Bahn AG das Gelände des ehemaligen Güterbahnhofs erworben. Der erste Spatenstich fand im feierlichen Rahmen am 10. Oktober 2019 statt. Der neue Betriebshof wurde im April 2021 in Betrieb genommen.

### Neuausschreibung 2017–2028

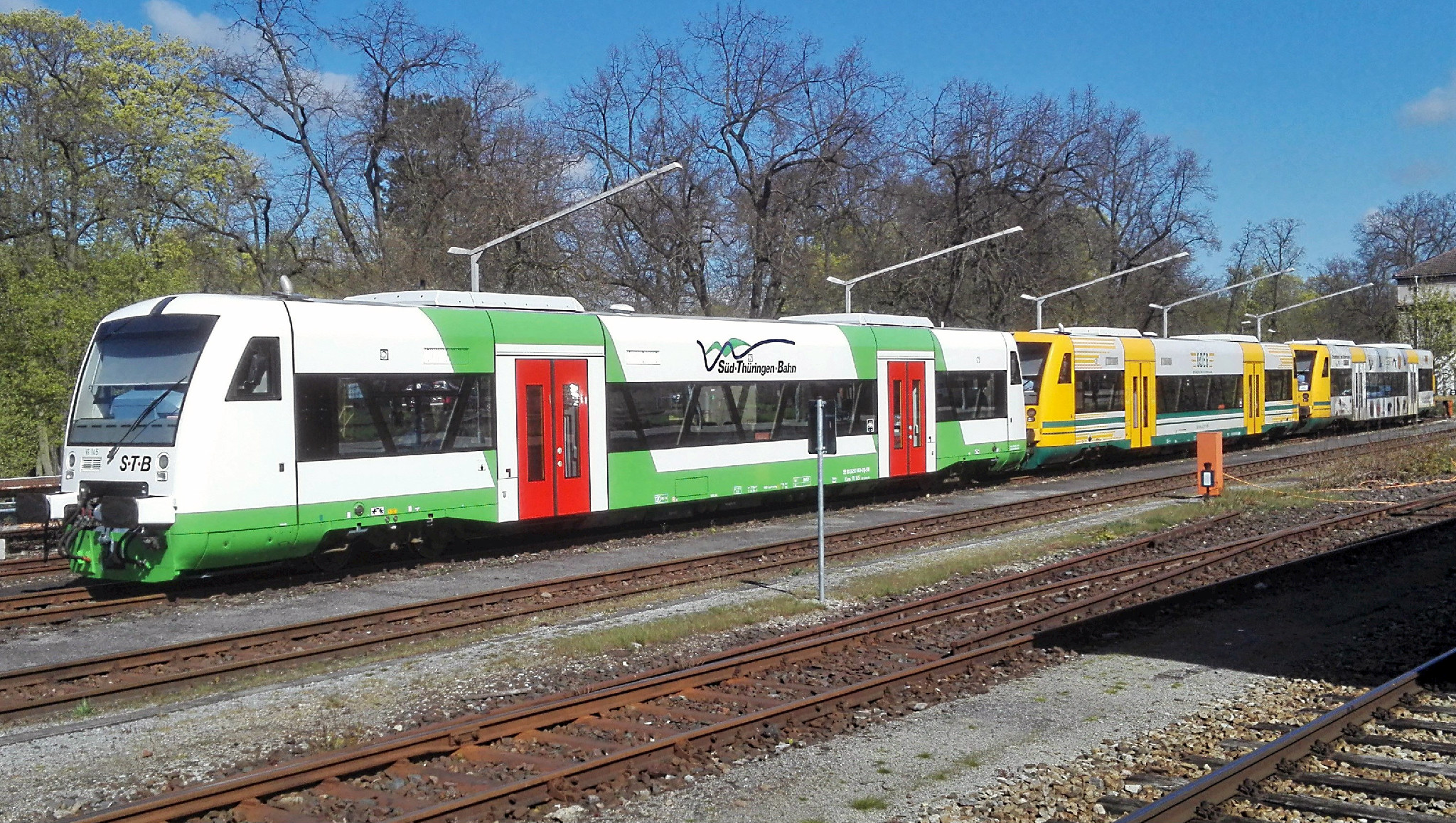
STB- und zwei gebrauchten RegioShuttle der ODEG im Bahnhof Meiningen

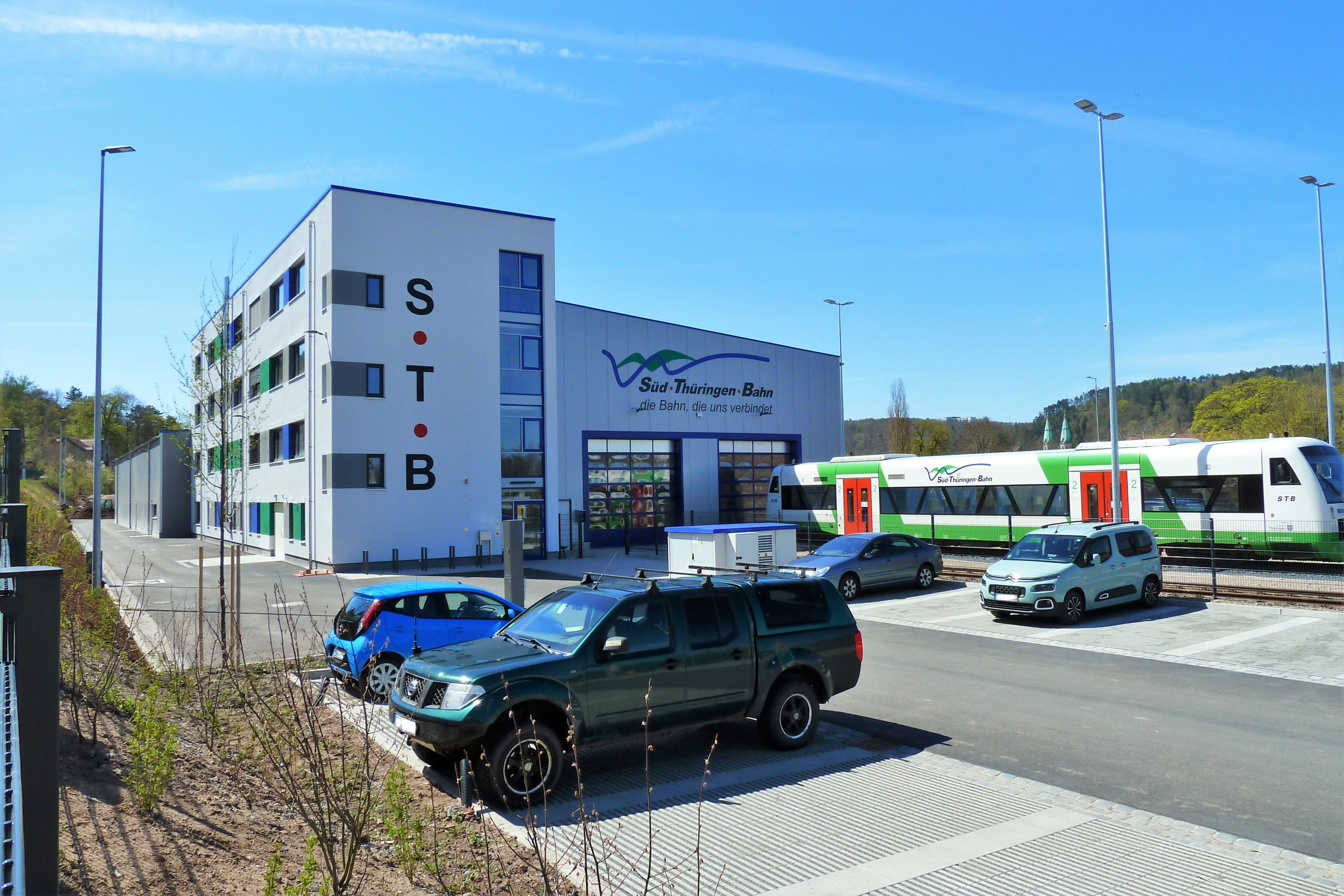
Betriebshof mit Werkstätten und Verwaltung am Bahnhof Meiningen

Bei der neuerlichen Ausschreibung der Strecken im Dieselnetz Südthüringen konnte sich die Süd-Thüringen-Bahn gegen andere Bewerber durchsetzen. Sie betreibt somit ihr Stammnetz von Dezember 2017 bis 2028 weiter. Der Vertrag wurde am 6. April 2016 in Meiningen von Thüringens Verkehrsministerin Birgit Keller und den STB-Geschäftsführern Michael Hecht und Susanne Wenzel unterzeichnet. Mit den Regionalbahnen STB 46 Erfurt–Ilmenau–Bahnhof Rennsteig und STB 48 von Fröttstädt nach Friedrichroda (Bahnstrecke Fröttstädt–Georgenthal) wuchs das Netz der STB weiter an. Dazu sind zwei neue Expresslinien entstanden: Erfurt–Zella-Mehlis–Meiningen (STx 50 / Mo–Fr sechs Zugpaare) sowie Erfurt–Ilmenau (STx 45 / Mo–Fr vier Zugpaare). Die Zugteilung der Linien STB 44 und EB 46 in Plaue entfiel ab Dezember 2017 und die Fahrzeit zwischen Meiningen und Erfurt verkürzte sich so um 10 bis 15 Minuten. Die bekannten Fahrzeuge des Typs „Regioshuttle“ bleiben den Fahrgästen auch ab 2017 auf dem Netz erhalten. Die 37 Shuttles, fünf davon von der ODEG, wurden modernisiert und erhielten bis zum Vertragswechsel ein umfangreiches Redesign im herkömmlichen grün-weiß. Die Mitarbeiterzahl soll auf über 200 anwachsen und die Fahrleistung auf vier Millionen Kilometer im Jahr gesteigert werden.

### Neuausschreibung 2028–2036
Im März 2024 wurde bekannt gegeben, dass ab 2028 der Großteil der Linien des bisherigen Dieselnetz Südthüringen künftig als Südthüringen-Unterfranken-Netz (SUN) betrieben werden soll. Das Netz wird dabei um die Linien des zusammen mit Linien des Unterfranken-Shuttle und der RE7 Erfurt-Würzburg des Thüringer Neigetechnik-Netz ergänzt, die Linien RE45/RB46 Erfurt – Ilmenau und RB48 Fröttstädt – Friedrichroda sollen künftig Teil des neu geschaffenen Mittelthüringer Akku-Netz sein, welches ab 2028 von DB Regio betrieben wird.

## Streckennetz ab 2017
| Bahnlinie | KBS | KBS-Strecke | Strecken- länge | Takt                                                     | Betriebsaufnahme                                                                                           | Vertragslaufzeit |
| --------- | --- | --- | --------------- | -------------------------------------------------------- | --- | ---------------- |
| RE 50     | 570 | Erfurt – Zella-Mehlis – Meiningen (Express) (→ siehe Bahnstrecke Neudietendorf–Ritschenhausen und Eisenach–Eisfeld)               | 86 km           | sechs Zugpaare                                           | 10. Dezember 2017                                                                                          | 2017–2028        |
| RE 45     | 566 | Erfurt – Arnstadt – Ilmenau (Express) (→ siehe Bahnstrecke Plaue–Rennsteig)                                                       | 50 km           | vier Zugpaare                                            | 10. Dezember 2017                                                                                          | 2017–2028        |
| RB 41 (1) | 575 | Eisenach – Bad Salzungen – Wernshausen – Meiningen (→ siehe Bahnstrecke Eisenach–Eisfeld)                                         | 60 km           | 1 Stunde                                                 | 10. Juni 2001 (Im Auftrag der DB AG ab 1. Januar 2001)                                                     | 2001–2028        |
| RB 41 (2) | 569 | Meiningen – Grimmenthal – Eisfeld – Sonneberg (Hbf) (→ siehe Bahnstrecke Eisenach–Eisfeld und Eisfeld–Sonneberg)                  | 81 km           | 1 Stunde Meiningen–Eisfeld / 2 Stunden Eisfeld–Sonneberg | 10. Juni 2001 Meiningen–Eisfeld (Im Auftrag der DB AG ab 1. Januar 2001) 4. Oktober 2002 Eisfeld–Sonneberg | 2001–2028        |
| RB 41 (3) | 564 | Sonneberg – Neuhaus am Rennweg (→ siehe Bahnstrecke Coburg–Ernstthal am Rennsteig und Bahnstrecke Probstzella–Neuhaus am Rennweg) | 29 km           | 1 Stunde                                                 | 15. Dezember 2002                                                                                          | 2002–2028        |
| RB 43     | 573 | Wernshausen – Zella-Mehlis – Suhl (→ siehe Bahnstrecke Zella-Mehlis–Wernshausen)                                                  | 36 km           | 1 Stunde (Mo–Fr) 2 Stunden (Sa/So)                       | 10. Juni 2001 Wernshausen–Zella-Mehlis (Im Auftrag der DB AG ab 1. Januar 2001)                            | 2001–2028        |
| RB 44     | 570 | Erfurt – Arnstadt – Suhl – Grimmenthal – Meiningen (→ siehe Bahnstrecke Neudietendorf–Ritschenhausen und Eisenach–Eisfeld)        | 86 km           | 2 Stunden                                                | 10. Juni 2001                                                                                              | 2001–2028        |
| RB 44     | 570 | Meiningen – Grimmenthal Zubringer zum RE 7 Erfurt–Würzburg (→ siehe Eisenach–Eisfeld)                                             | 7 km            | 2 Stunden                                                | 10. Juni 2001                                                                                              | 2001–2028        |
| RB 46     | 566 | Erfurt – Arnstadt – Ilmenau – Bahnhof Rennsteig (→ siehe Bahnstrecke Plaue–Rennsteig)                                             | 64 km           | 1 Stunde Erfurt–Ilmenau                                  | 15. Dezember 2002 Erfurt–Ilmenau                                                                           | 2017–2028        |
| RB 48     | 606 | Fröttstädt – Friedrichroda (→ siehe Bahnstrecke Fröttstädt–Georgenthal)                                                           | 11 km           | 1 Stunde                                                 | 10. Dezember 2017                                                                                          | 2017–2028        |

- Die Linie RB 46 Erfurt–Ilmenau wurde 2017 von der Erfurter Bahn (EB 46) übernommen. Die Shuttles der RB 46 fahren zwischen Erfurt und Arnstadt im Verbund mit den Shuttles der Linie RB 23 Erfurt–Saalfeld und werden in Arnstadt getrennt.
- Zwischen Erfurt und Ilmenau verkehren Freitag bis Sonntag je Richtung ein Nachtzug.
- Zum Fahrplanwechsel am 13. Dezember 2020 wurden die unternehmenseigenen Linienbezeichnungen STB und STx aufgegeben und durch RB bzw. RE ersetzt.[7]

## Fahrzeugübersicht und Werbezüge
Sie verfügt über insgesamt 37 Leichtbautriebwagen des Typs Stadler Regio-Shuttle RS1, davon 5 Ankäufe von der ODEG im Jahr 2016 mit den Betriebsnummern VT 141 bis 145. In den Triebwagen befinden sich 71 Sitz- und 77 Stehplätze im 2. Klasse-Standard. Die Züge verfügen über WC, Heizung und Klimaanlage. Zudem sind sie mit einem Fahrkartenautomaten und Fahrradstellplätzen ausgerüstet. Der Zielbahnhof und der nächste Halt werden auf jeweils zwei Displays in den beiden Türbereichen an der Decke angezeigt.
Im Rahmen von regionalen Veranstaltungen wurden einige Triebfahrzeuge der STB mit touristischer oder kommerzieller Werbung versehen (Kursiv: ehemalige Beschriftung):
| Triebzug- nummer | Namensgebung                                                                                                | Zeitraum der Anschrift                                        | Veranstaltungsort                                | Bemerkung Bild |
| ---------------- | --- | ------------------------------------------------------------- | ------------------------------------------------ | -------------- |
| VT 101           | Stadt Eisenach Wartburgstadt Eisenach – die Reformationsstadt Europas                                       | 10. Juni 2001 bis Juni 2016 seit 25. Oktober 2016             | Bahnhof Eisenach                                 |                |
| VT 102           | Spielzeugstadt Sonneberg Theaterstadt Meiningen, Dampflokwelt                                               | 30. August 2001 bis Juli 2016 seit 10. Dezember 2017          | Sonneberg Hauptbahnhof Bahnhof Meiningen         |                |
| VT 103           | Theaterstadt Meiningen Heilklimatischer Kurort Friedrichroda / Marienglashöhle                              | 2. September 2001 bis 2016 seit 6. Juli 2018                  | Dampflokwerk Meiningen Bahnhof Friedrichroda     |                |
| VT 104           | Wartburg – Kulturerbe UNESCO 500 Jahre Steinach                                                             | 9. September 2001 bis 5. Januar 2016 seit 1. Juni 2019        | Bahnhof Eisenach Bahnhof Steinach                |                |
| VT 105           | Schmalkalden Hochschulstadt & Fachwerkstadt „Quereinsteiger gesucht“                                        | 14. September 2003 bis 2017 von 1. Januar 2019 bis Mitte 2025 | Bahnhof Schmalkalden Bahnhof Meiningen           |                |
| VT 106           | Neuhaus am Rennweg – Stadt auf den Bergen des Thüringer Waldes Bad Salzungen – grüne Stadt mit starker Sole | 13. Dezember 2003 bis 2017 seit 4. September 2021             | Bahnhof Neuhaus am Rennweg Bahnhof Bad Salzungen |                |
| VT 107           | Johann Sebastian Bach Stadt Schmalkalden                                                                    | 23. März 2004 bis 16. September 2015 Taufe am 18. August 2024 | Bahnhof Eisenach Bahnhof Schmalkalden            |                |
| VT 108           | Oberhof – Winter-Sport-Sommer                                                                               | 15. Dezember 2004 bis 22. Dezember 2015                       | Bahnhof Oberhof                                  |                |
| VT 109           | Martin Luther in Thüringen Stadt Schalkau in Thüringen                                                      | 21. August 2005 bis 4. März 2016 seit 11. März 2017           | Erfurt Hauptbahnhof Bahnhof Schalkau             |                |
| VT 110           | Skiarena Silbersattel Steinach                                                                              | 9. September 2005 bis 5. April 2016                           | Bahnhof Steinach (Thüringen)                     |                |
| VT 111           | Goetzhöhle Meiningen                                                                                        | 1. Oktober 2005 bis 29. April 2016                            | Bahnhof Meiningen                                |                |
| VT 112           | Partnershuttle Erfurt – Meiningen                                                                           | Taufe am 9. Juni 2006                                         | Erfurt Hauptbahnhof                              |                |
| VT 113           | Glasbläserstadt Lauscha                                                                                     | 22. September 2006 bis 1. Juni 2016                           | Bahnhof Lauscha (Thüringen)                      |                |
| VT 114           | Bad Salzungen – grüne Stadt der starken Sole                                                                | Taufe am 29. Juni 2008                                        | Bahnhof Bad Salzungen                            |                |
| VT 115           | Fachwerk- und Karnevalstadt Wasungen                                                                        | Taufe am 1. November 2008                                     | Bahnhof Wasungen                                 |                |
| VT 116           | Themar – Kloster Veßra                                                                                      | Taufe am 27. Juni 2009                                        | Bahnhof Themar                                   |                |
| VT 117           | Dampflokverein Meiningen                                                                                    | Taufe am 6. September 2009                                    | Dampflokwerk Meiningen                           |                |
| VT 118           | Rauenstein, 250 Jahre Porzellanland Thüringen                                                               | Taufe am 16. Mai 2010                                         | Bahnhof Rauenstein                               |                |
| VT 119           | Stadt Plaue in Thüringen RennsteigShuttle: Nimm den Zug zum Rennsteig                                       | 14. August 2010 bis 15. Dezember 2016 seit 29. Mai 2023       | Bahnhof Plaue Bahnhof Rennsteig                  |                |
| VT 120           | 10 Jahre STB – Wir sagen Dankeschön – 2001–2011                                                             | Taufe am 11. Juni 2011                                        | Bahnhof Meiningen                                |                |
| VT 121           | Die Vibahn                                                                                                  | 12. Februar 2012 bis Juni 2016                                | Bahnhof Schmalkalden                             |                |
| VT 122           | Theater bewegt – Südthüringisches Staatstheater                                                             | Taufe am 16. März 2012                                        | Bahnhof Meiningen                                |                |
| VT 123           | Otto-Ludwig-Stadt Eisfeld                                                                                   | Taufe am 2. Juli 2013                                         | Bahnhof Eisfeld                                  |                |
| VT 124           | Rennsteig-Shuttle                                                                                           | Taufe am 7. Juni 2014                                         | Bahnhof Rennsteig                                |                |
| VT 125           | GartenZeitReise, Landesgartenschau 2015 in Schmalkalden                                                     | Taufe am 25. Oktober 2014                                     | Bahnhof Schmalkalden                             |                |

Anmerkungen zur Tabelle
1. ↑  außen, an der Stirnseite der Triebwagen angeschrieben. Die Abkürzung VT steht für den Antriebstyp, ein sogenannter Verbrennungstriebwagen.
2. ↑  Datum, ab der die Namensänderung wirksam wurde. Dies ist entweder der Tag der Festzeremonie oder das offizielle neue Zulassungsdatum eines bereits beschrifteten Fahrzeugs, welches nachträglich umgebaut oder umnummeriert worden ist. Das zweite Datum (bis) gibt an, ab wann der Name vom Triebzug entfernt und auf ein anderes Fahrzeug übertragen worden ist.
3. ↑  Ort der Taufzeremonie